# Sarah Straube
Sarah Straube (* 26. April 2002 in Suhl) ist eine deutsche Volleyballspielerin, welche in ihrer Jugend auch im Beachvolleyball antrat. Sie spielt seit 2019 für das Bundesligateam des Dresdner SC.

## Karriere

### Hallen-Volleyball
Straube wechselte 2015 im Alter von 13 Jahren vom VfB 91 Suhl in das Nachwuchszentrum des VC Olympia Dresden. Im Dresdner Volleyball-Bundesstützpunkt wurde sie von Andreas Renneberg trainiert und wurde 2017, 2018 und 2019 deutsche Nachwuchs-Meisterin. Ab der Saison 2018/19 spielte sie für die Zweitbundesligamannschaft des VC Olympia Dresden, dessen Kapitänin sie 2019 wurde. Im August 2019 erhielt sie ein Doppelspielrecht, mit dem sie auch für das Bundesligateam des Dresdner SC erhielt. Bereits in einem ihrer ersten Bundesligaspiele (gegen Suhl) wurde sie erstmals mit der goldenen MVP-Medaille als wertvollste Spielerin des siegreichen Teams ausgezeichnet. Zudem gelang ihr mit dem DSC der Pokalsieg gegen den Allianz MTV Stuttgart. Anfang Juni 2020 unterzeichnete sie beim Dresdner SC einen Profivertrag mit einer Laufzeit von drei Jahren. Und direkt in ihrer ersten Profisaison sicherte sie sich mit der Mannschaft aus Dresden im Playoff-Finale gegen den Allianz MTV Stuttgart den deutschen Meistertitel.
Im Frühjahr 2023 zog sie sich einen Kreuzbandanriss und eine Meniskusquetschung zu und fiel dadurch für den Rest der Saison 2022/23 aus. Während ihrer Verletzungszeit übernahm sie Aufgaben im Trainerteam vom Dresdner SC. Zur Saison 2023/24 verlängerte sie ihren Vertrag in Dresden um ein Jahr. Auch in der Saison 2024/25 spielt die Zuspielerin in Dresden.

### Beachvolleyball
Seit 2017 spielt Straube für den Dresdner SC auch Beachvolleyball. So trat sie 2017 zusammen mit Meghan Barthel bei den deutschen U18-Meisterschaften (Platz 13) und 2018 mit Sina Stöckmann beim U17-Bundespokal (Platz 9) an.

## Privates
Straube studiert Pädagogik im Fernstudium.